# Phạm Bảo Sơn
Phạm Bảo Sơn là một nhà khoa học máy tính của Việt Nam. Ông là Phó Giám Đốc của Đại học Quốc gia Hà Nội và là người Việt Nam đầu tiên đoạt giải thưởng IBM Faculty Award vào năm 2010. Trong các lĩnh vực của ngành khoa học máy tính, ông có nhiều thành tựu trong lĩnh vực xử lý ngôn ngữ tự nhiên.

## Tiểu sử
Phạm Bảo Sơn sinh tại Hà Nội. Ông là học sinh của Trường Trung học phổ thông chuyên Khoa học Tự nhiên, Đại học Quốc gia Hà Nội. Trong thời gian đó, ông giành hai huy chương bạc tại kỳ thi Olympic Tin học Quốc tế. Ông được tuyển thẳng vào Trường Đại học Công nghệ, Đại học Quốc gia Hà Nội trước khi đi du học tạị Úc.
Tại Úc, ông nghiên cứu về xử lý ngôn ngữ tự nhiên trong tin học và làm ứng dụng cho nhiều ngôn ngữ trên thế giới, bao gồm tiếng Nhật, tiếng Hàn Quốc, tiếng Arập và tiếng Trung Quốc. Ông tốt nghiệp thủ khoa tại Đại học New South Wales (UNSW) năm 2001, là người duy nhất thuộc ngành Khoa học máy tính đạt Huy chương của trường dành cho sinh viên tốt nghiệp xuất sắc năm 2001 .
Sau khi bảo vệ thành công luận án tiến sĩ năm 2007, ông trở về nước và làm giảng viên tại ngôi trường cũ là Trường Đại học Công nghệ, Đại học Quốc gia Hà Nội.

## Sự nghiệp

### Quản lý giáo dục
Ông từng giữ các chức vụ Chủ nhiệm khoa Công nghệ Thông tin thuộc Trường Đại học Công nghệ và Phó Viện trưởng Viện Công nghệ thông tin, Đại học Quốc gia Hà Nội.
Ông được công nhận chức danh phó giáo sư. Năm 2016, Giám đốc Đại học Quốc gia Hà Nội bổ nhiệm ông làm Phó Hiệu trưởng Trường Đại học Công nghệ, Đại học Quốc gia Hà Nội. Năm 2019, ông được bổ nhiệm làm Phó Giám đốc Đại Học Quốc gia Hà Nội.

### Nghiên cứu khoa học
Ông có nhiều công trình nghiên cứu và đóng góp cho khoa học công nghệ, đặc biệt là trong xử lý tiếng Việt.
Ông cũng các cộng sự đã xây dựng hệ thống tìm kiếm tripi.vn. Đây là hệ thống xử lý tiếng Việt đầu tiên của Việt Nam có khả năng cạnh tranh được với các hệ thống lớn trên thế giới như kayak.com, skyscanner trong so sánh giá phòng khách sạn, giúp ích cho nhiều người sử dụng.
Hệ thống Chợ du lịch trực tuyến tripi.vn giành Á Quân giải thưởng Nhân Tài Đất Việt 2016, giải thưởng do Bộ Khoa học Công nghệ phối hợp tập đoàn VNPT tổ chức từ 2005. Tripi.vn là OTA hàng đầu Việt Nam, cán mốc 440 tỉ doanh thu năm 2019, chỉ sau 3 năm vận hành. 
Ông có 2 bằng phát minh sáng chế về công nghệ thông tin cùng hàng trăm bài báo trong nước và quốc tế trong lĩnh vực của mình.

## Giải thưởng
Năm 2007, Phạm Bảo Sơn được lựa chọn là một trong 10 thanh niên xuất sắc trong lĩnh vực công nghệ thông tin được trao Giải thưởng Khoa học Kỹ thuật thanh Niên "Quả Cầu Vàng", một giải thưởng do Trung ương Đoàn Thanh niên Cộng sản Hồ Chí Minh chủ trì phối hợp cùng Bộ Khoa học và Công nghệ tổ chức thường niên bắt đầu từ năm 2003.
Năm 2010, khi 33 tuổi, ông được trao giải thưởng IBM Faculty Award cho đề xuất về "trí tuệ nhân tạo" với đề tài Thu thập tri thức chuyên gia trong lĩnh vực xử lý ngôn ngữ tự nhiên. Đề tài có mục đích xây dựng các hệ thống thông minh có thể tự động xử lý khối lượng thông tin khổng lồ được viết dưới dạng ngôn ngữ tự nhiên. IBM Faculty Awards là một giải thưởng lớn trong lĩnh vực nghiên cứu về công nghệ thông tin, dành cho giảng viên có thành tích trong khoa học tại các trường đại học hàng đầu trên toàn thế giới, có thành tích và uy tín trong nghiên cứu và trị giá tối đa 40.000 USD/năm .